# Arthur Bliss
Sir Arthur Edward Drummond Bliss (2 d'agost de 1891 – 27 de març de 1975) va ser un compositor i director d'orquestra anglès.
La formació musical de Bliss es va veure truncada per la Primera Guerra Mundial, en la qual va servir amb distinció a l'exèrcit. En els anys de la postguerra ràpidament es va fer conegut com un compositor poc convencional i modernista, però, en el decenni següent, va començar a mostrar un costat més tradicional i romàntic en la seva música. Durant les dècades de 1920 i 1930, va compondre extensament, no només per a la sala de concerts, sinó també per a pel·lícules i ballets.
A la Segona Guerra Mundial, Bliss va tornar a Anglaterra dels Estats Units per treballar per a la BBC i es va convertir en el seu director de música. Després de la guerra va reprendre la seva feina com a compositor i va ser nomenat Mestre de la Música de la Reina.
En els darrers anys de Bliss, el seu treball va ser respectat, però es va considerar passat de moda, i va quedar eclipsat per la música de col·legues més joves com William Walton i Benjamin Britten. Des de la seva mort, les seves composicions han estat àmpliament representades en enregistraments, i moltes de les seves obres més conegudes continuen formant part del repertori de les orquestres britàniques.

## Biografia

### Primers anys
Bliss va néixer a Barnes, un suburbi de Londres ara, però després a Surrey, el gran dels tres fills de Francis Edward Bliss (1847–1930), un home de negocis de Massachusetts, i la seva segona dona, Agnes Kennard, de soltera Davis (1858–1895).
Agnes Bliss va morir el 1895, i els nens van ser criats pel seu pare, que els va inculcar l'amor per les arts. Bliss es va educar a l'escola preparatòria de Bilton Grange, Rugby i Pembroke College, Cambridge, on va estudiar clàssics, però també va prendre lliçons de música de Charles Wood. Altres influències sobre ell durant els seus dies a Cambridge van ser Edward Elgar, la música del qual va causar una impressió duradora en ell, i EJ Dent.
Bliss es va graduar en clàssics i música el 1913 i després va estudiar al Royal College of Music de Londres durant un any. A l'RCM va trobar el seu tutor de composició, Sir Charles Stanford, de poca ajuda per a ell, però va trobar inspiració en Ralph Vaughan Williams i Gustav Holst i els seus companys d'estudis, Herbert Howells, Eugene Goossens i Arthur Benjamin.
En el seu breu pas a la universitat, va conèixer la música de la Segona Escola vienesa i el repertori dels Ballets Russos de Diàghilev, amb música de compositors moderns com Debussy, Ravel i Stravinski.
Quan va esclatar la Primera Guerra Mundial, Bliss es va unir a l'exèrcit i va lluitar a França com a oficial als Royal Fusiliers fins al 1917 i després a la Grenadier Guards durant la resta de la guerra. La seva valentia li va valer una menció als despatxos, i va ser ferit dues vegades i una vegada gasejat.
El seu germà petit, Kennard, va morir a la guerra, i la seva mort va afectar profundament a Bliss. L'estudiós de la música Byron Adams escriu: "Malgrat l'aparent cordialitat i l'equilibri de la persona pública del compositor, les ferides emocionals infligides per la guerra van ser profundes i duradores". El 1918, Bliss es va convertir al catolicisme romà.

### Composicions primerenques
Tot i que havia començat a compondre quan encara era estudiant, Bliss va suprimir més tard tota la seva obra juvenil i, amb l'única excepció de la Pastoral per a clarinet i piano de 1916, va considerar l'obra de 1918 Madam Noy com la seva primera composició oficial. Amb el retorn de la pau, la seva carrera va avançar ràpidament com a compositor de peces sorprenentment noves per al públic britànic, sovint per a conjunts inusuals, fortament influenciades per Ravel, Stravinski i els joves compositors francesos de Les Six. Entre aquests hi ha un concert per a veu de tenor sense paraules, piano i cordes (1920), i Rout per a soprano sense paraules i conjunt de cambra (revisat posteriorment per a orquestra), que va rebre un doble bis en la seva primera actuació.
El 1919, va organitzar música incidental de fonts isabelines per a As You Like It a Stratford-on-Avon, i va dirigir una sèrie de concerts dominicals al Lyric Theatre, Hammersmith, on també va dirigir l'òpera La serva padrona de Pergolesi. La producció de Viola Tree de The Tempest a l'⁣Aldwych Theatre el 1921, va intercalar música incidental de Thomas Arne i Arthur Sullivan, amb música nova de Bliss per a un conjunt de veus masculines, piano, trompeta, trombó, gongs i cinc percussionistes dispersos pel teatre.
The Times va escriure que "Bliss estava adquirint una reputació de temerari" quan, gràcies a la influència d'Elgar, se li va encarregar la composició d'una obra simfònica de gran escala (A Color Symphony) per al Three Choirs Festival de 1922. L'obra va ser ben rebuda; a The Manchester Guardian, Samuel Langford anomenava Bliss "de lluny el més intel·ligent entre els compositors anglesos del nostre temps"; The Times el va elogiar molt (tot i que dubtava si s'havia guanyat molt amb la designació dels quatre moviments com a morat, vermell, blau i verd) i va comentar que la simfonia confirmava la transició de Bliss d'experimentador juvenil a compositor seriós. Després de la tercera actuació de l'obra, al Queen's Hall sota Sir Henry Wood, The Times va escriure: "Els patrons que canvien contínuament brillen... fins que un queda hipnotitzat per l'enginy de la cosa". Elgar, que va assistir a la primera actuació, es va queixar que l'obra era "desconcertantment moderna".
El 1923 el pare de Bliss, que s'havia tornat a casar, va decidir retirar-se als EUA. Ell i la seva dona es van establir a Califòrnia. Bliss va anar amb ells i hi va romandre durant dos anys, treballant com a director, conferenciant, pianista i crític ocasional. Allà va conèixer a Gertrude "Trudy" Hoffmann (1904–2008), filla petita de Ralph i Gertrude Hoffmann. Es van casar l'any 1925. El matrimoni va ser feliç i va durar la resta de la vida de Bliss; van tenir dues filles. Poc després del matrimoni, Bliss i la seva dona es van traslladar a Anglaterra.

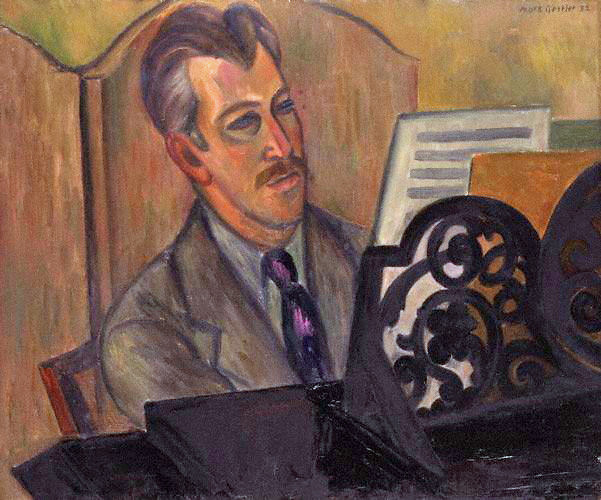
Bliss el 1932 de Mark Gertler

A partir de mitjans de la dècada de 1920, Bliss es va traslladar més a la tradició musical anglesa establerta, deixant enrere la influència de Stravinski i els modernistes francesos, i en paraules del crític Frank Howes, "després d'uns primers coqueteigs entusiastes amb el modernisme agressiu, va admetre tenir un cor romàntic i va donar curs a les seves inspiracions cada cop menys inhibides." Va escriure dues obres importants pensant en orquestres americanes, Introduction and Allegro (1926), dedicat a l'⁣Orquestra de Filadèlfia i Leopold Stokowski, i Hymn to Apollo (1926) per a la Boston Symphony i Pierre Monteux.
Bliss va començar la dècada de 1930 amb Pastoral (1930). El mateix any va escriure Morning Heroes, una obra per a narrador, cor i orquestra, escrita amb l'esperança d'exorcitzar l'espectre de la Primera Guerra Mundial: "Tot i que feia més de deu anys que la guerra havia acabat, encara em turmentaven freqüents malsons; tots seguien el mateix patró. Encara em trobava a les trinxeres amb uns quants homes; sabíem que s'havia signat l’armistici, però ens havien oblidat, igual que una secció dels alemanys davant nostre. Era com si estiguéssim condemnats a continuar lluitant fins a l'extinció. Em despertava amb horror."
Durant la dècada, Bliss va escriure obres de cambra per a solistes destacats, com ara un Quintet de clarinets per a Frederick Thurston (1932) i una Sonata per a viola per a Lionel Tertis (1933). El 1935, en paraules del Grove Dictionary of Music and Musicians, "va establir fermament la seva posició com a successor natural d'Elgar amb la Música per a cordes romàntica, expansiva i ricament escrita". Dues obres dramàtiques d'aquesta dècada segueixen sent ben conegudes, la música de la pel·lícula de 1936 d'⁣Alexander Korda La vida futura de HG Wells, i una partitura de ballet al seu propi escenari basat en un joc d'escacs. Coreografiada per Ninette de Valois, Checkmate encara estava al repertori del Royal Ballet el 2011.
A finals de la dècada de 1930, Bliss ja no era vist com un modernista; les obres dels joves William Walton i Benjamin Britten eren cada cop més destacades, i la música de Bliss va començar a semblar passada de moda. La seva darrera obra a gran escala dels anys 30 va ser el Concert per a piano, compost per al pianista Solomon, que va fer l'estrena mundial a l'⁣Exposició Universal de Nova York el juny de 1939. Bliss i la seva família van assistir a l'actuació i després es van quedar durant unes vacances als Estats Units. Mentre eren allà, va esclatar la Segona Guerra Mundial. Bliss es va quedar inicialment a Amèrica, ensenyant a la Universitat de Califòrnia, Berkeley. Es va sentir impulsat a tornar a Anglaterra per fer el que pogués per l'esforç de guerra, i el 1941, deixant la seva dona i els seus fills a Califòrnia, va fer la perillosa travessia de l'Atlàntic.

### Dècada de 1940
Al principi, Bliss va trobar poca feina útil per fer a Anglaterra. Es va incorporar al servei de música a l'estranger de la BBC el maig de 1941, però estava clarament subocupat. Va suggerir a Sir Adrian Boult, que en aquell moment era el director en cap de l'⁣Orquestra Simfònica de la BBC i el director de música de la BBC, que Boult li deixés aquest últim càrrec. Bliss va escriure a la seva dona: "Vull tenir més poder, ja que tinc molt per oferir, però el meu càrrec, relativament menor, no em permet utilitzar plenament les meves capacitats". Boult va acceptar la proposta, la qual cosa el va alliberar per concentrar-se en la direcció.  Bliss va ser director de música a la BBC des de 1942 fins a 1944, establint les bases per al llançament del Tercer Programa després de la guerra. Durant la guerra, també va formar part del comitè de música del British Council juntament amb Vaughan Williams i William Walton.
El 1944, quan la família de Bliss va tornar dels EUA, va renunciar a la BBC i va tornar a compondre, sense haver escrit res des del seu Quartet de corda el 1941. Va compondre més música de cinema, i dos ballets, Miracle in the Gorbals (1944), i Adam Zero (1946).
El 1948, Bliss va dirigir la seva atenció a l'òpera, amb The Olympians. Ell i el novel·lista i dramaturg JB Priestley havien estat amics des de feia molts anys, i van acceptar col·laborar en una òpera, malgrat la seva manca d'experiència operística. El llibret de Priestley es basava en una llegenda que "les divinitats paganes, robades de la seva divinitat, es van convertir en una tropa de actors itinerants, vagant al llarg dels segles". L'òpera retrata la confusió que es produeix quan els actors es troben inesperadament restaurats a la divinitat. L'òpera va obrir la temporada del Covent Garden 1949–1950. Va ser dirigida per Peter Brook, amb coreografia de Frederick Ashton. El decà dels crítics musicals anglesos, Ernest Newman la va elogiar molt: "aquí hi ha un compositor amb autèntic talent per a l'òpera... en Mr. Priestley ha tingut la sort de trobar un Boito anglès", però en general va rebre una recepció educada més que entusiasmada. Priestley va atribuir això al fracàs del director d'orquestra, Karl Rankl, a l'hora d'aprendre la música o de cooperar amb Brook, i a la manca d'assaig de l'últim acte. Els crítics ho atribuïren a la inexperiència de Priestley com a llibretista d'òpera i a l'ocasional manca de "la melodia ascendent per a la veu humana" en la música de Bliss. Després de la sèrie de deu representacions de Covent Garden, la companyia va presentar l'obra a Manchester, però no la va reviure els anys següents; va rebre un concert i es va emetre el 1972.

### Anys posteriors
El 1950, Bliss va ser nomenat cavaller. Després de la mort de Sir Arnold Bax, va ser nomenat Mestre de la Música de la Reina el 1953, segons el desig de Walton, que temia que se'l convidés a ocupar el càrrec. A The Times, Howes va comentar: "Les funcions d'un Mestre de la Música de la Reina són les que ell decideix fer-ne, però inclouen la composició de música ceremonial i ocasional". Bliss, que va compondre ràpidament i amb facilitat, va poder complir amb les nombroses tasques del càrrec, proporcionant música segons la necessitat per a ocasions estatals, des del naixement d'un fill a la reina, fins al funeral de Winston Churchill, fins a la investidura del Príncep de Gal·les. Howes va elogiar la Processional de Bliss per a la coronació de 1953 i A Song of Welcome, la primera peça d'ocasió oficial de Bliss.
El 1956, Bliss va encapçalar la primera delegació de músics britànics a la Unió Soviètica des del final de la Segona Guerra Mundial. La festa va comptar amb el violinista Alfredo Campoli, l'oboista Léon Goossens, la soprano Jennifer Vyvyan, el director Clarence Raybould i el pianista Gerald Moore. Bliss va tornar a Moscou el 1958, com a membre del jurat del Concurs Internacional Txaikovski, amb altres membres del jurat com Emil Guílels i Sviatoslav Richter.

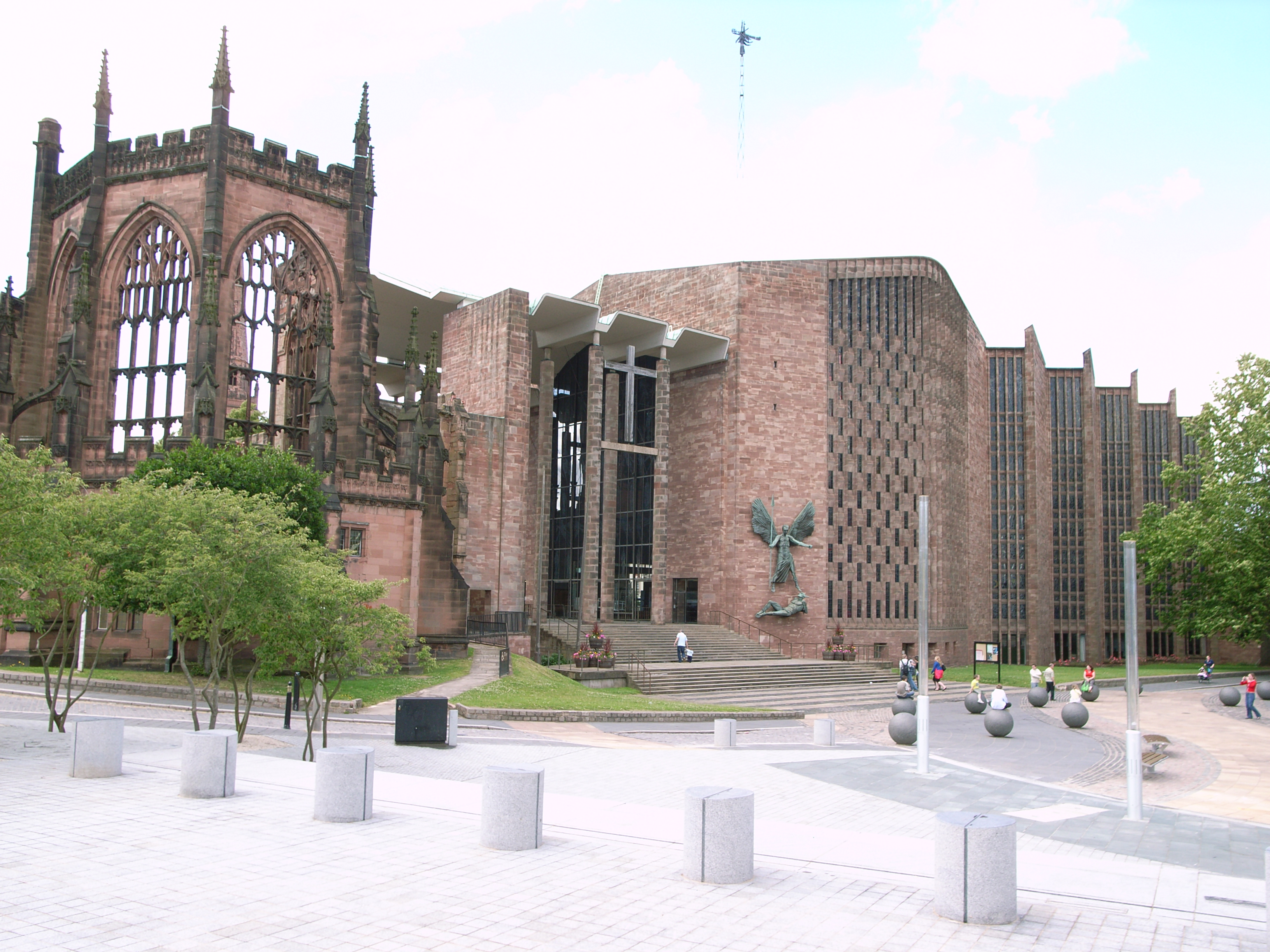
Catedral de Coventry per a la qual Bliss va compondre The Beatitudes

A més de les seves funcions oficials, Bliss va continuar component de manera constant durant la dècada de 1950. Entre les seves obres d'aquella dècada destaquen el seu Segon Quartet de corda (1950); una escena, The Enchantress (1951), per a la contralt Kathleen Ferrier⁣; una Sonata per a piano (1952); i un Concert per a violí (1955), per a Campoli. La peça orquestral Meditations on a Theme de John Blow (1955) va ser una obra especialment sentida, i Bliss la considerava molt positiva entre les seves obres. El 1959–1960 va col·laborar amb el llibretista Christopher Hassall en una òpera per a televisió, basada en la història bíblica de Tobies i l'Àngel. Va guanyar elogis per la manera en què Bliss i Hassall havien entès i adaptat al mitjà més íntim de la televisió, encara que alguns crítics van pensar que la música de Bliss era competent però poc notable.
El 1961, Bliss i Hassall van col·laborar en una cantata, The Beatitudes, encarregada per a l'obertura de la nova Catedral de Coventry. Les crítiques van ser amables, però l'obra s'ha interpretat poques vegades des d'aleshores, i ha estat eclipsada per una altra obra coral escrita per a Coventry al mateix temps, el War Requiem de Britten. L'any 2011, hi havia hagut 11 enregistraments publicats de l'obra de Britten mentre l'obra de Bliss no n'havia rebut cap. Bliss va seguir amb dues obres corals més a gran escala, Mary of Magdala (1962) i The Golden Cantata (1963).
Al llarg de la seva vida, Bliss va estar atent a l'estat de la música a Gran Bretanya, sobre la qual havia escrit molt des de la dècada de 1920. El 1969 va censurar públicament la BBC pel seu pla de retallar el seu pressupost de música clàssica i dissoldre diverses de les seves orquestres. Va ser delegat pels seus col·legues Walton, Britten, Peter Maxwell Davies i Richard Rodney Bennett per fer una forta protesta a William Glock, el controlador de música de la BBC. De les sis orquestres de la BBC amenaçades, tres van sobreviure, però no se sap si les protestes dels compositors van influir en el resultat.|Bliss va dirigir l'orquestra en el seu Concert per a piano al Festival de Música de Cheltenham de 1970 amb Frank Wibaut com a solista, i el mateix any va gravar la seva Introduction and Allegro amb l'orquestra per al segell Argo. La relació amb la LSSO va continuar l'any 1975 amb una nova producció del seu ballet La dama de Shalott al Leicester Haymarket Theatre.
Bliss va continuar component durant les seves vuitena i novena dècades, en les quals les seves obres incloïen el Concert per a violoncel (1970) per a Mstislav Rostropóvitx, les Variacions metamòrfiques per a orquestra (1972), i una cantata final, Shield of Faith (1974), per a soprano, baríton, cor i orgue, celebrant 500 anys de St. George's Chapel, Windsor Castle, amb poemes escollits de cadascun dels cinc segles d'existència de la capella.
Bliss va morir a la seva casa de Londres el 1975 a l'edat de 83 anys. La seva dona Trudy li va sobreviure 33 anys, morint el 2008 als 104 anys.